# Ludovico Ariosto
Ludovico Ariosto, född 8 september 1474 i Reggio nell'Emilia, död 6 juli 1533 i Ferrara, var en italiensk författare och renässanshumanist. Ariosto myntade rentav begreppet umanista (humanist). Hans viktigaste litterära verk är eposet Den rasande Roland (Orlando furioso) (1516–1532).  

## Biografi
Ariostos far stod såsom ämbetsman i ett ganska nära förhållande till hovet i Ferrara där den unge Lodovico flitigt idkade humanistiska studier. Tidigt utvecklades hans dramatiska talang under påverkan från bland annat lustspel av Plautus, vilka gavs på Ferraras palatsgård. Ariosto själv bearbetade den antika berättelsen om Pyramus och Thisbe och uppförde sitt skådespel tillsammans med sina syskon i föräldrarnas frånvaro. Hans stränge far tvingade honom emellertid att i fem år studera juridik, en vedermöda som han klagande omnämner i en av sina satirer. Det är från denna tid man har den betecknande anekdoten att han en gång för sina vittra sysselsättningar skarpt tillrättavisad av fadern, tyst och med spänd uppmärksamhet åhörde strafftalet, emedan - som han sedan själv berättade - han just behövde ett dylikt tal för sitt lustspel Cassaria. Sedan fadern så småningom befriat honom från juridiken ägnade han sig åter ivrigt åt att studera latinska författare.
Ett latinskt epithalamium, som Ariosto skrev vid Alfonsos av Estes förmälning med Lucrezia Borgia förskaffade honom ynnest hos nämnde furste samt hos dennes bror kardinal Ippolito, i vilkens tjänst han trädde 1503. Även om Ariosto på flera ställen i sin Orlando med översvallande smicker prisat kardinalen är det dock av åtskilliga yttranden i satirerna påtagligt att sämjan dem emellan, sannolikt på grund av skillnader i lynnen och intressen, inte länge eller fullständigt kunde uppehållas. De besvärliga och stundom vågsamma beskickningar som Ariosto måste åtaga sig och vilka han för övrigt med stor skicklighet utförde, hans i förhållande därtill obetydliga ekonomiska förmåner samt kardinalens brist på sinne för skaldekonsten ökade missämjan, och då skalden 1517 på nytt undandrog sig att åtfölja Ippolito på dennes resa till sitt ärkebiskopsstift i Ungern, blev brytningen fullständig. Snart därefter trädde han emellertid i tjänst hos Alfonso själv.
Då ekonomiska svårigheter förbittrade hans liv nödgades han mottaga ståthållarskapet över provinsen Garfagnana, ett hedrande men till följd av rövare och allehanda inre oroligheter betungande uppdrag. Efter en treårig bortavaro kunde han 1525 återvända till det kära Ferrara. Kort därefter tackade han nej till en ifrågasatt sändebudsplats i Rom. Nu vidtog för skalden ett lugnt och behagligt tidskifte, under vilket han ägnade sig åt dramatiska sysselsättningar sedan hans ekonomi förbättrats, förtroligheten med Alfonso ökats och det "otium honestum", som han så länge eftersträvat kommit honom till del.

## Författarskap

### Orlando furioso - Den rasande Roland
Ludovico Ariostos främsta verk är Den rasande Roland (Orlando furioso). Under arbetet med ett påbörjat, i terziner avfattat epos som skulle behandla striden mellan Filip den sköne och Englands konung, hade Ariosto under sin tjänst hos kardinalen i nära elva år sysselsatt sig med sin i ottava rima nedtecknade Orlando furioso. Mot slutet av år 1515 var dikten avslutad; året därpå blev den synlig i tryck och rönte en oerhörd uppskattning. 1532 utkom den sista under skaldens uppsikt tryckta upplagan, och tolv år efter hans död utgavs för första gången ett under namn av I cinque canti (de fem sångerna) bekant fragment, av Ariosto efterlämnat och tydligen avsett att utgöra en fortsättning av dikten, men ännu i osovrad form.

### Dramatik
Ariosto översatte en av Plautus och två av Terentius latinska komedier, men utmärkte sig även själv som komediförfattare. Han skrev fyra lustspel: La cassaria (1508), I suppositi (1509), Il negromante (1520) och La lena (1528). Han påbörjade även en femte pjäs, Gli studenti, vilken färdigställdes av brodern Gabriele Ariosto och då under namnet La scolastica. Lustspelens innehåll är, enligt Nordisk familjebok från 1904, "slipprigt", vilket sägs ha varit i tidens smak, och de är komiska utan att använda sig av typiskt komiska grepp. De är skrivna på vers och består av elvastaviga rader. Dessa avslutas med daktyler, som ger ett "glidande" slut, på italienska kallat "endecasillabi sdruccioli", det vill säga hala eller glatta slutstavelser. Replikskiftena har senare bearbetats till prosa både på originalspråket och i översättningar. För att förstå något av dessa pjäsers inflytande kan nämnas att George Gascoignes engelska prosaöversättning av I suppositi (The Supposes, 1573) så småningom skulle bilda underlag för William Shakespeares komedi Så tuktas en argbigga.